# Eike-von-Repgow-Preis
Der Eike-von-Repgow-Preis ist ein jährlich zu Ehren von Eike von Repgow von der Landeshauptstadt Magdeburg und der Otto-von-Guericke-Universität Magdeburg verliehener Kulturpreis.
Der Eike-von-Repgow-Preis wird an Persönlichkeiten verliehen, die auf dem Boden Sachsen-Anhalts gewirkt haben. Er soll die wissenschaftliche Beschäftigung mit der Geschichte und der Kultur Mitteldeutschlands und des Gebietes der mittleren Elbe fördern sowie an die Verbindung dieses Raumes mit anderen Teilen Europas, vor allem West- und Osteuropa erinnern.
Der Preisträger soll sich in einem wissenschaftlichen oder literarischen Werk insbesondere mit der historischen Region Sachsen als Thema der Geschichte, der Rechtsgeschichte, der Germanistik oder der Sozialwissenschaften in herausragender Weise beschäftigt haben.
Der Preis ist eine Bronzeplastik des Magdeburger Bildhauers Heinrich Apel. Sie wurde zum Anlass der Festveranstaltung 800 Jahre Stadtprivileg 1988 geschaffen und stellt Eike von Repgow selbst dar. Die Bronzeplastik des Preises wurde Prof. Lieberwirth bereits 1988 verliehen, 1998 bekam er nachträglich die Rechte des Repgow-Preisträgers. Der Preis ist (Stand 2024) mit 2.500 EUR dotiert.
Seit 2005 wird im zweijährigen Wechsel mit dem Eike-von-Repgow-Preis das Eike-von-Repgow-Stipendium vergeben. Diese verfolgt dieselben Förderziele wie der Eike-von-Repgow-Preis. Das Stipendium ist mit 5.000 EUR dotiert.

## Preisträger des Eike-von-Repgow-Preises
- 1988 Rolf Lieberwirth
- 1998 Ernst Eichler
- 1999 Günter Mühlpfordt
- 2000 Ruth Schmidt-Wiegand
- 2001 Jürgen Goydke
- 2002 Heiner Lück
- 2003 Friedrich Wilhelm Ebel
- 2004 Danuta Janicka
- 2006 Karl Kroeschell
- 2008 Rudolf Schieffer
- 2010 László Blazovich
- 2012 Jolanta Karpavičiené
- 2014 Dirk Heirbaut
- 2016 Bernd Schneidmüller
- 2018 Clausdieter Schott
- 2020 Roman Czaja
- 2022 Gerd Althoff
- 2024 Hedwig Röckelein[2]